# Salzburger Heimatwerk
Das Salzburger Heimatwerk ist eine Kultureinrichtung im Bundesland Salzburg. Seine Aufgabe besteht in der Erhaltung und Dokumentation von regionalem Brauchtum, Kunsthandwerk, Volkstanz und Volksmusik, sowie in der Dokumentation der Geschichte und Gegenwart der Salzburger Tracht. Organisiert ist das Salzburger Heimatwerk als Genossenschaft mit Sitz in Salzburg in der Neuen Residenz (Unterm Glockenspiel, Residenzplatz).

## Institution

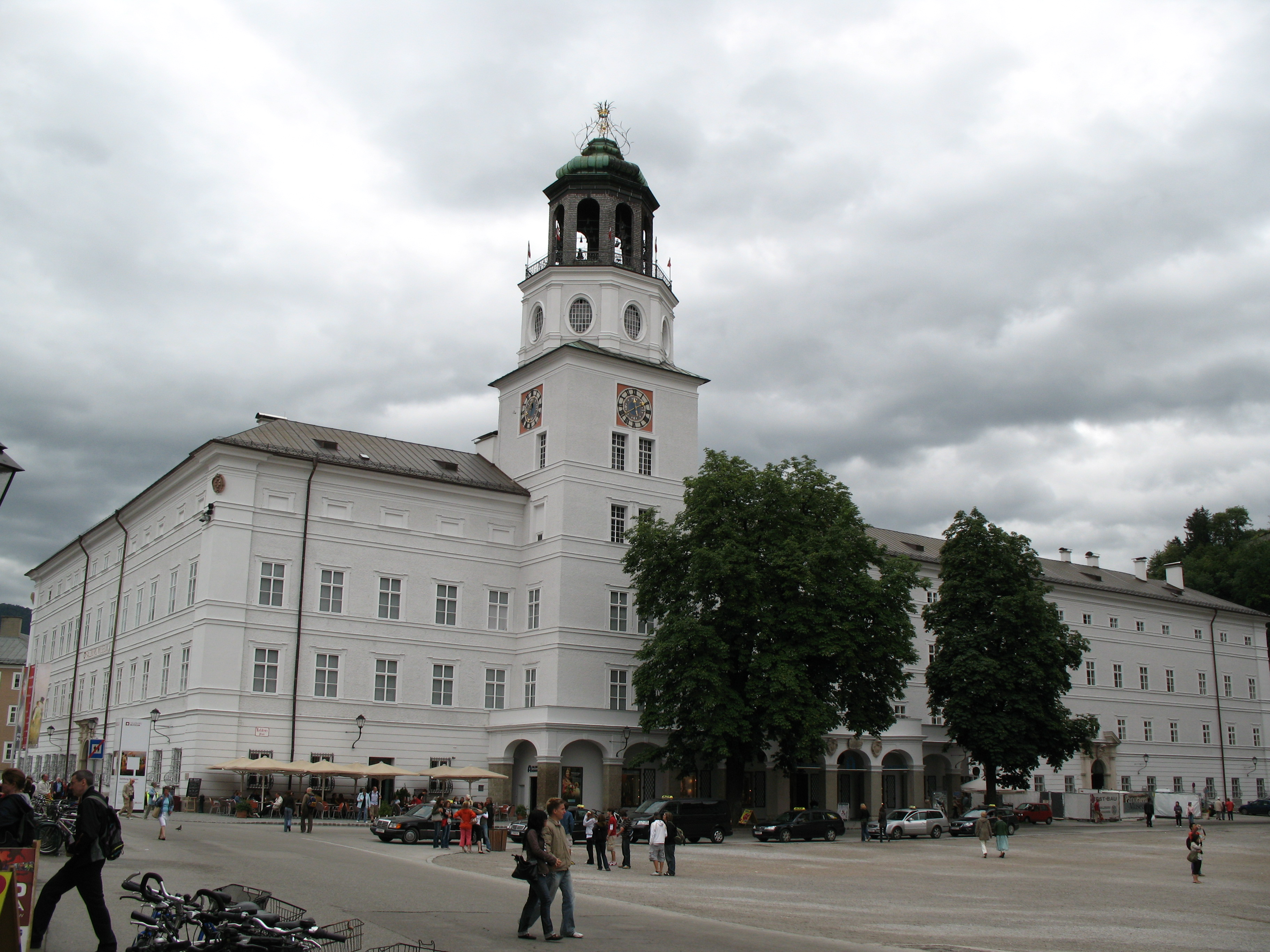
Neue Residenz mit dem Haupteingang am Residenzplatz, zu Salzburg Museum und Heimatwerk

### Organisation
Das Social- bzw. Non-Profit-Unternehmen Salzburger Heimatwerk wurde 1948 als Genossenschaft bäuerlicher Handwerker eingetragen. Es wurde 1988 formalrechtlich zu einer registrierten Genossenschaft mit beschränkter Haftung formiert und ist seit 2009 EU-konform eine eingetragene Genossenschaft (e. G.). Die Mitglieder der Genossenschaft erhalten keine Ausschüttung, die Erträge werden ausschließlich unternehmerischen Zwecken und der Förderung volks- und alltagskultureller Projekte zugeführt.
Das Salzburger Heimatwerk ist seit 1954 Mitglied im Dachverband Kuratorium Österreichisches Heimatwerk und seit 1971 Mitglied im Verband Europäisches Heimatwerk (European Folk Art and Craft Federation). Die Marke „Heimatwerk“ ist in Österreich gesetzlich geschützt und kann nur von Unternehmen geführt werden, welche der Zielsetzung der Heimatwerkidee entsprechen.
Das Salzburger Heimatwerk ist heute als Kultur-, Gewerbe- und Handelsunternehmen eine bedeutende Salzburger Institution. Für seine Leistungen wurde es vom Land Salzburg ausgezeichnet und zur Führung des Landeswappens berechtigt.

### Zielsetzungen und Agenden

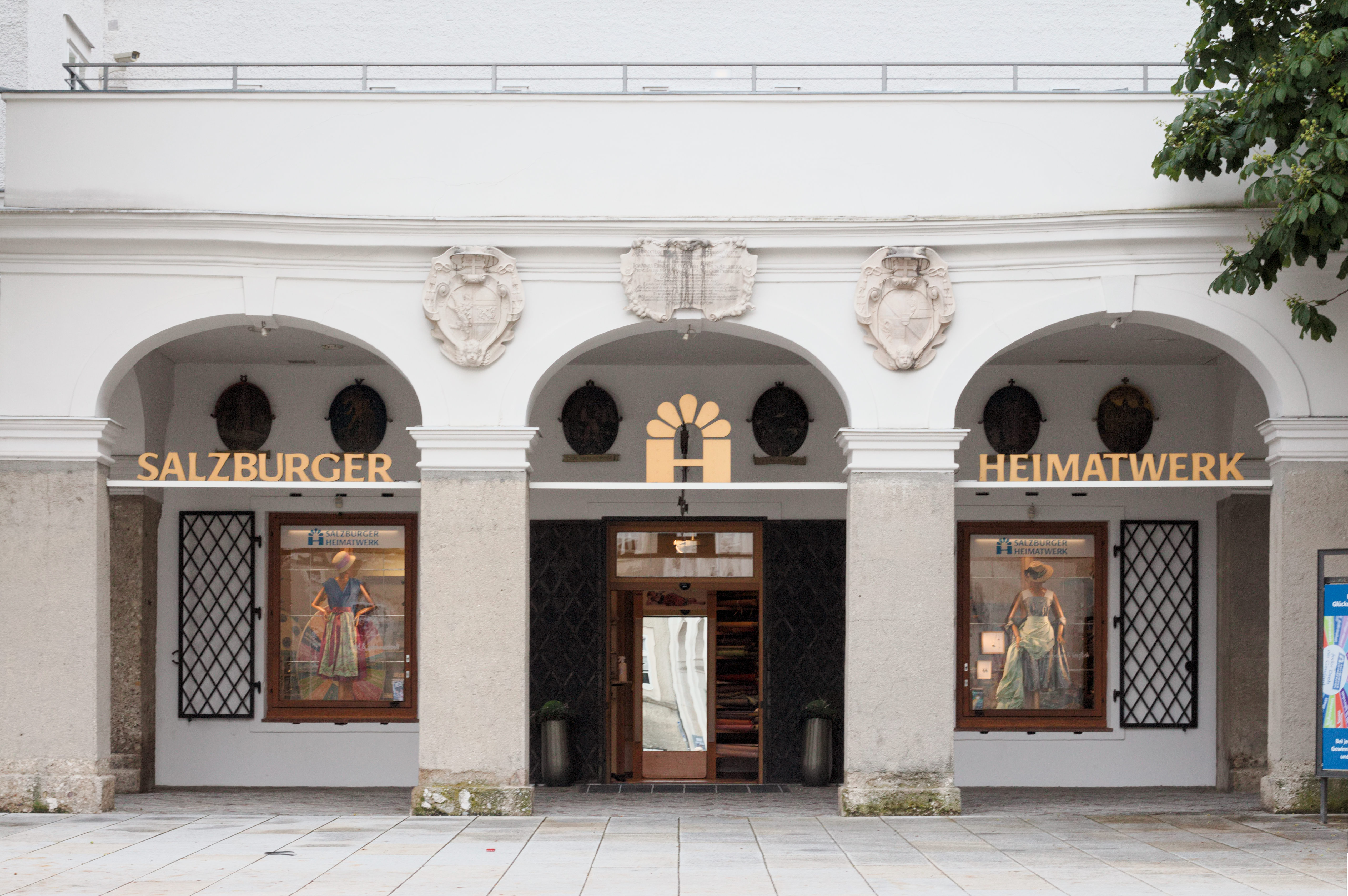
Laden des Salzburger Heimatwerks in der Neuen Residenz unter dem Glockenspiel

Das Salzburger Heimatwerk hat sich das Ziel gesetzt, die volkskulturellen Äußerungen seines regionalen Kulturraumes zu fördern und zu deren Entwicklung beizutragen. Dies gilt im Besonderen der Erhaltung, Pflege und Weiterentwicklung überlieferter Traditionen aus den Bereichen Handwerk, Tracht, Kulinarik, Brauch, Musik, Lied und Tanz, aber auch vielfältigen anderen volkskulturellen Äußerungen der Gegenwart.
Im Laden in der Salzburger Residenz werden Produkte der Genossenschafter aus dem Bereich Tracht und gestaltendes Handwerk vertrieben, wie Trachtenkleidung, Stoffe und Tuche, Klosterarbeit und Ähnliches, auch eine Maßschneiderei wird geführt.
Weiters verfügt das Salzburger Heimatwerk über ein umfangreiches volkskundliches Archiv, in der Neuen Residenz ist auch eine Fachbibliothek und -mediathek zur Volkskunde untergebracht, eine Sammlung historischer Trachten, und es werden regelmäßige Krippenausstellungen veranstaltet.

## Geschichte

### Historischer Zusammenhang
Die ideellen Wurzeln der Heimatwerk-Idee reichen in die romantische Epoche des 19. Jahrhunderts zurück. Als Vorbild dienten Hausfleiß–Bewegungen in den skandinavischen Ländern um 1870. Die Anleitung der ländlichen Bevölkerung zu handwerklichen Arbeiten nach traditionellen Vorbildern sollte ein entscheidendes Mittel zur Verbesserung der wirtschaftlichen Situation in ländlichen Regionen werden.
Im zentraleuropäischen Raum entstanden Heimatwerke in Deutschland (1924), in der Schweiz (1930) und das erste österreichische Heimatwerk bereits 1934 als Heimatwerk des Steirischen Volkskundemuseums in Graz, gegründet von Viktor von Geramb.

### 1942 bis 1945
Das Heimatwerk Salzburg, Gemeinschaft für Volks- und Brauchtumspflege wurde 1942 von Gauleiter und Reichsstatthalter Gustav Scheel gegründet. Es steht beispielhaft dafür, wie der Begriff „Heimat“ in der Zeit des Nationalsozialismus für ideologische Zwecke missbraucht wurde und daraus eine „Volksbewegung“ über allen Organisationen entstehen sollte. An der Spitze stand der Gauleiter selbst, ihm untergeordnet der Gaukulturrat, der sich aus 15 Funktionären und Parteimitgliedern zusammensetzte. Darüber hinaus wurden besondere Beauftragte für einzelne Arbeitsgebiete berufen, so auch Tobi Reiser, der spätere Geschäftsführer, für das Gebiet Volksmusik. Bis auf Ortsebene war die entsprechende Organisation aufzubauen, „damit die Arbeit des Heimatwerkes Salzburg wirklich den einzelnen Menschen und die kleinste Zelle unseres Reichsgaues erfasst“.

### Neugründung 1946
Das heutige Salzburger Heimatwerk wurde am 26. November 1946 provisorisch als Handels- und Kultureinrichtung von der Salzburger Landesregierung gegründet. Als Geschäftsführer wurde Tobi Reiser der Ältere bestellt. Nach mehreren Anläufen wurde am 8. April 1948 das Salzburger Heimatwerk als Genossenschaft bäuerlicher Handwerker in das Genossenschaftsregister eingetragen. Als erster Obmann fungierte Franz Waschl und als Geschäftsführer weiterhin Tobi Reiser.
Der damalige Landeshauptmann Albert Hochleitner übergab Tobi Reiser im Jahre 1946 einen leer stehenden, ziemlich desolaten Raum im Salzburger Residenz-Neugebäude unter dem Glockenspiel in der Stadt Salzburg, welcher gelegentlich als Abstellraum für Eisenwaren diente und im 19. Jahrhundert noch die Militär-Hauptwache beherbergte.
Primär sollten vom Heimatwerk die Sachgüter der regionalen bodenständigen Volkskultur, insbesondere Volkskunst und Tracht erhalten und weiten Kreisen der Bevölkerung nahegebracht werden. Richtschnur dabei war jedoch nicht starres Konservieren, sondern lebendige Anpassung und damit ständige Neuformung. Von mühevollen Anfängen mit einem Startkapital von Schilling 3.500.— (rund 250 €) und einem Lagerraum, den sonst niemand haben wollte, entwickelte sich das Salzburger Heimatwerk mit dem Salzburger Adventsingen, welches 1946 gegründet wurde, unter der Führung von Tobi Reiser d. Ä. zu einer bedeutenden Unternehmung. Das Salzburger Adventsingen rangiert nach den Salzburger Festspielen als zweitbedeutende Kulturveranstaltung des Landes Salzburg.

### Seit 1974
Nach dem Tod von Tobi Reiser d. Ä. im Jahre 1974 wurde Tobias Reiser d. J. zum Geschäftsführer des Salzburger Heimatwerkes bestellt. In seiner Ära entwickelte sich das Unternehmen erfolgreich weiter. Beim Salzburger Adventsingen waren seine künstlerischen Impulse wegweisend. Ab 1989 leiteten Tobias Reiser, Hans Köhl und Stefan Sperr als geschäftsführende Vorstände das Unternehmen.
Nach dem Tod von Tobias Reiser 1999 werden Hans Köhl und Stefan Sperr im Jahr 2000 als langjährige geschäftsführende Vorstände mit der Gesamtleitung des Unternehmens beauftragt. Von 2003 bis 2005 wurden die Geschäftsräumlichkeiten in der Neuen Salzburger Residenz  generalsaniert. 

### Obleute und Geschäftsführer
- Franz Waschl († 1985), Obmann 1948–1985
- Tobi Reiser († 1974), Geschäftsführer 1946–1974, Obmann-Stellvertreter 1948–1974
- Hansjörg Waschl, Obmann von 1985–1989, Obmann-Stellvertreter 1989–2000
- Tobias Reiser d. J. († 1999), Geschäftsführer 1974–1999, Obmann-Stellvertreter 1974–1989, Obmann 1989–1999
- Hans Köhl, Geschäftsführer seit 1989, Obmann seit 2000

## Publikationen
Heimatwerk 1942–1945
- Salzburger Heimatkalender. Broschüre. 1944.[9]
- Mitteilungsblatt Salzburger Heimatwerk, Gemeinschaft für Volks- und Brauchtumspflege. 1944.[10]

Heimatwerk, heutige Organisation
- Franz Carl Lipp, Eva Bakos (Hrsg.): Tracht in Österreich: Geschichte und Gegenwart. Verein zur Förderung der Trachtenmode (Austria), Österreichisches Heimatwerk. Verlag C. Brandstätter, Wien 2004, ISBN 3-85498-347-6.
- Monika Thonhauser: Breite Klöppelspitzen mit volkstümlichen Motiven aus der Spitzensammlung von Margarethe Breuer. In: Salzburger Klöppelspitzen-Reihe. Folge 3. Nr. 8. Heimatkundliches Museum, Salzburger Museum Carolino Augusteum, Salzburger Heimatwerk, Salzburg-Land / Landesregierung, Verlag Heimatkundliches Museum St. Gilgen, 1992, ISBN 3-901257-00-4.
- Monika Thonhauser: Salzburger Zwirn-Klöppelspitzen nach flandrischer Art. In: Salzburger Klöppelspitzen-Reihe. Folge 4. Nr. 9. Heimatkundliches Museum, Salzburger Museum Carolino Augus, Salzburger Heimatwerk, Salzburg-Land / Landesregierung. Tauriska-Verlag, Neukirchen/Großvenediger 1994, ISBN 3-901257-04-7.
- Monika Thonhauser: Spitzenmuster aus dem Heimatkundlichen Museum St. Gilgen und dem Salzburger Museum Carolino Augusteum. In: Salzburger Klöppelspitzen-Reihe Heimatkundliches Museum, Salzburger Museum Carolino Augus, Salzburger Heimatwerk, Salzburg-Land / Landesregierung. Tauriska-Verlag, Neukirchen/Großvenediger.[11]
- Hans Köhl: Salzburger Trachten Ein Spiegelbild der vielfältigen regionalen Salzburger Trachtenlandschaften zu Beginn des 21. Jahrhunderts. Verlag Salzburger Heimatwerk eG, Salzburg 2014, ISBN 978-3-200-03527-0 (112 S.).